# Jasenovac (concentratiekamp)
Jasenovac was het grootste concentratiekamp en vernietigingskamp in Kroatië tijdens de Tweede Wereldoorlog. Het werd onder het leiderschap van Ante Pavelić opgericht door de Ustašabeweging in augustus 1941, en in april 1945 werd het grotendeels door de kampbewakers vernietigd in een poging het bewijsmateriaal te vernielen.
Jasenovac was een complex van vijf grotere en drie kleinere kampen, verspreid gelegen over een gebied van ruim 200 vierkante kilometer langs de rivier de Sava. Het grootste deel van het kamp lag bij de stad Jasenovac, zo'n 100 kilometer ten zuidoosten van Zagreb.
In Jasenovac werden voornamelijk Serviërs en zigeuners omgebracht, en vaak op gruwelijke manier verminkt. Vooral bekend zijn de praktijken waarbij de kampbewaarders wedstrijden hielden wie in een bepaalde tijd de meeste gevangenen kon ombrengen. Miroslav Filipović was daar een van de kampbeulen.
Het aantal slachtoffers van Jasenovac tijdens de Tweede Wereldoorlog is niet precies bekend. Schattingen van enkele tienduizenden tot aantallen dicht bij een miljoen worden gehoord. Tijdens het Joegoslavië van Tito werd een getal van 500.000 - 600.000 als officieel aantal Servische slachtoffers aangehouden, 35.000 Joden en 80.000 zigeuners.

## Achtergrond
De Onafhankelijke Staat Kroatië (vaak NDH genoemd, Nezavisna Država Hrvatska) werd opgericht op 10 april 1941, na de invasie van Joegoslavië door de Asmogendheden.
De nationalistische Kroaat en fascist Ante Pavelić, die in Italië in ballingschap had gezeten, werd aangesteld als Poglavnik ("leider") van de door Ustaša geleide NDH. De NDH combineerde vrijwel geheel tegenwoordig Kroatië, Bosnië en Herzegovina en delen van Servië in een "Italiaans-Duits protectoraat". De NDH voerde vervolgens genocidaal beleid uit tegen de Servische, Joodse en Romabevolking die in de nieuwe Staat woonde. Dat gebeurde vooral in het gedeelte waar Duitse troepen waren gelegerd. De Asmogendheden hielden tijdens het bestaan van de NDH aldaar bezettingstroepen gestationeerd, de Italianen in het zuidwestelijk deel, de Duitsers in het noordoosten. Het dagelijks bestuur bestond echter vrijwel uitsluitend uit Kroaten, onder hen monniken en nonnen.

### NDH-wetgeving
Een van de eerste decreten die werden uitgegeven door Ante Pavelić betreft de aanname van de racistische ideologie van nazi-Duitsland door de Ustaša. Daarna werden de vrijheden van de Joden ingeperkt en hun bezittingen in beslag genomen. Dit werd gevolgd door een decreet over "de bescherming van de Staat" op 17 april 1941, dat voor landverraad de doodstraf voorschreef. Deze wet had terugwerkende kracht en de arrestaties en veroordelingen begonnen direct. Vervolgens werd ook het Cyrillisch alfabet verboden, dat werd gebruikt door de Servische bevolking. Verder konden alleen Ariërs staatsburger van de NDH worden en bescherming van de Staat genieten. In juli 1941, toen de bestaande gevangenissen de groeiende aantallen niet meer aankonden, werd een begin gemaakt met de voorbereidingen voor het concentratiekamp.

### Invloed van nazi-Duitsland
In een toespraak die Hitler hield op 21 juli 1941 tijdens een ontmoeting met Slavko Kvaternik, minister van de Kroatische strijdkrachten, zei hij:
De Joden moeten worden verdreven, of - als ze geen gevaar voor de samenleving vormen - worden opgesloten in concentratiekampen en nooit meer vrijgelaten.
Tijdens de Wannseeconferentie bood Duitsland hulp aan bij het gevangennemen en transporteren van Joden naar Jasenovac.
De uitroeiing van Serviërs in Jasenovac werd in gang gezet door de Duitse generaal Paul Bader. Hoewel Jasenovac werd uitgebreid werd de leiding ervan gezegd dat "het concentratie- en werkkamp Jasenovac geen oneindig aantal gevangenen kan vasthouden". Het bleek dat de Ustaša zich drukker maakte om uitroeiing van Serviërs dan van Joden, en dat druk van Italië en de Katholieke Kerk hen afleidde van het ombrengen van Joden. Toen overigens duidelijk werd op welke wijze de Ustaša bezig ging om zich van de Serviërs te ontdoen, werd dit door sommige Duitsers als een probleem ervaren. De Duitse generaal Edmund Glaise-Horstenau rapporteerde aan zijn meerdere in Duitsland over de manier waarop de Ustaša de Servische bevolkingsgroep terroriseerde.
De nazi's overwogen de mogelijkheid om Joden van Kroatië naar Auschwitz te brengen, niet alleen omdat het uitmoorden daar makkelijker uitvoerbaar was, maar ook omdat ze dan de bezittingen van de slachtoffers zelf konden houden. Nu kwamen deze bij de Kroaten of Italianen terecht. Jasenovac bleef echter tot augustus 1942 een kamp waar Joden die niet gedeporteerd konden worden, werden geïnterneerd en gedood.
Dit blijkt ook uit een rapport dat door Hans Helm aan Adolf Eichmann werd gestuurd, waarin gezegd werd dat de Joden eerst in Stara-Gradiška werden verzameld, en dat Joden die dwangarbeid moesten verrichten in kampen van de Ustaša (Jasenovac en Stara Gradiška) niet werden gedeporteerd. Helm had tot taak Joden te deporteren naar concentratiekampen. Hij werd in december 1946 in Belgrado berecht, samen met andere SS- en Gestapo-hooggeplaatsten en veroordeeld tot de strop.

## Oprichting en functioneren

Locatie van kamp III nabij de spoorlijn Zagreb-Belgrado, en nevenkampen

Plattegrond van kamp III

Het Jadovno-vernietigingskamp was het eerste vernietigingskamp van de Ustaša. Jadovno werd operationeel in mei 1941 maar werd in augustus dat jaar weer gesloten, bij de komst van Italiaanse bezettingstroepen in dat gebied. De laatste geïnterneerden werden vandaar overgebracht naar Jasenovac. Jasenovac was een complex van vijf kampen verspreid over een gebied van ruim 200 km². De maximale capaciteit was 7.000 gevangenen, de normale bezetting was rond 4.000 gevangenen tegelijkertijd. Het werd gebouwd tussen augustus 1941 en februari 1942. De eerste twee kampen bevonden zich in Krapje (10 km west van Jasenovac) en in Bročice. Ze werden in augustus 1941 door gearresteerde Serviërs en Joden gebouwd. Een aantal van hen was waarschijnlijk afkomstig uit het opgeheven Jadovno-vernietigingskamp. Beide kampen werden weer gesloten in november 1941 omdat de locaties ongeschikt bleken wegens overstromingen van nabije rivieren. Besloten werd de kampen zover mogelijk te ontmantelen en de gevangenen alles naar Jasenovac te laten dragen, voor de bouw van kamp III. Vooraf liet commandant Luburic 600 tot 700 zwakke gevangenen doden die hij niet in staat achtte mee te verhuizen. De ongeveer 700 overige gevangenen brachten de materialen over, na de verhuizing waren van hen nog 250 over.
Drie kampen functioneerden tot het eind van de oorlog:
- Ciglana (Jasenovac III) Dit was het grootste kamp, het lag direct ten noorden van Jasenovac. Het kamp had een oppervlakte van 150 hectare, de noord- en oostzijde waren elk ruim 1300 meter lang. De zuidgrens werd gevormd door de rivier Sava. Een (bestaande) steenfabriek werd de belangrijkste werkplaats. Een beschrijving van de plattegrond is bekend van de Onderzoekscommissie (1946).[8]
- Kožara of kamp IV bevond zich in het stadje Jasenovac en bestond uit een leerlooierij met verblijfsruimten. De gevangenen hier werden wat beter behandeld dan die in kamp III omdat het van belang was dat het Kroatische leger lederen producten van goede kwaliteit verkreeg.
- Stara Gradiška (Jasenovac V). Dit kamp werd gevestigd in een bestaande gevangenis, 30 km ten oosten van Jasenovac. Hier werden vooral vrouwen en kinderen ondergebracht.[8][9]

Executieplaatsen bevonden zich bij Mlaka, Jablanac, Donja Gradina en Dubica.

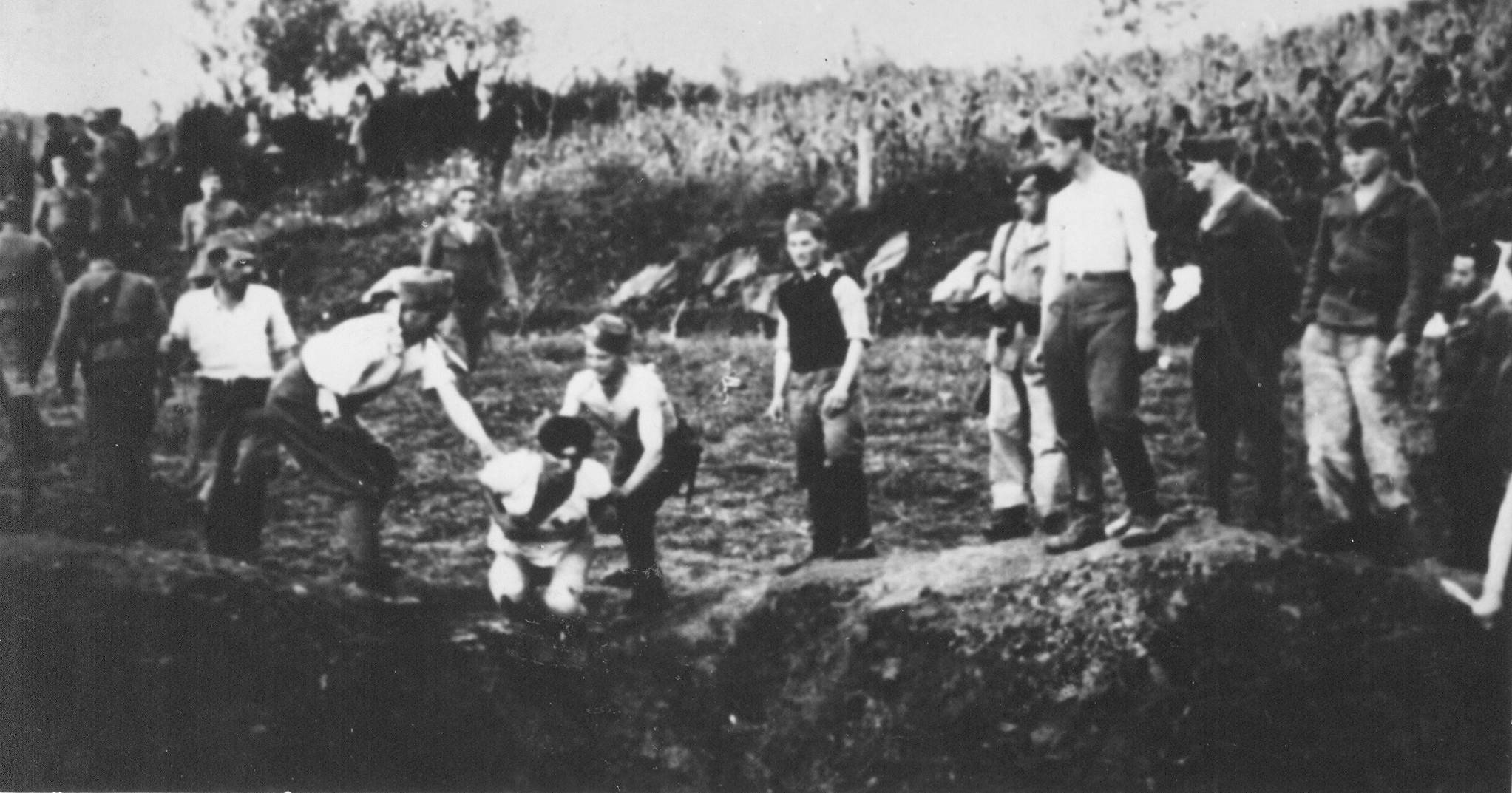
Ustaša-milities executeren gevangenen bij een massagraf nabij Jasenovac

Het kamp werd gebouwd en geleid door Departement III van de Ustaša nadzorna služba, (UNS), een speciale politie-afdeling van de NDH. Vjekoslav "Maks" Luburić stond aan het hoofd van de UNS. Personen die het kamp geleid hebben zijn onder anderen Miroslav Filipović-Majstorović en Dinko Šakić. Filipović kwam aanvankelijk als gevangene, via de gevangenis van Zagreb, in Jasenovac terecht. Hij was veroordeeld voor misdaden in de omgeving van Banja Luka, waarbij hij zelfs in de ogen van de toenmalige machthebbers te ver was gegaan. Toen de kampleiding merkte over welke "kwaliteiten" hij beschikte, klom hij op in hun rangen en was enige tijd commandant in Jasenovac en Stara Gradiška.
Voor het beheer werden ook andere Ustaša-bataljons, politie-eenheden, Bosnische moslims, Duitsers en Hongaren gebruikt. De Ustaša martelde en executeerde mannen, vrouwen en kinderen. Het grootste aantal slachtoffers waren Serviërs, verder Joden, Roma en dissidente Kroaten en Bosnische moslims. Dat waren partizanen of hun aanhangers, door de Ustaša "Communisten" genoemd.
De meesten werden gedood op executieplekken nabij het kamp: Granik, Gradina, en elders. Wie niet werd gedood beheerste een vak waaraan behoefte bestond: dokter, elektricien, schoenmaker, smid etc.

### Kampbevolking

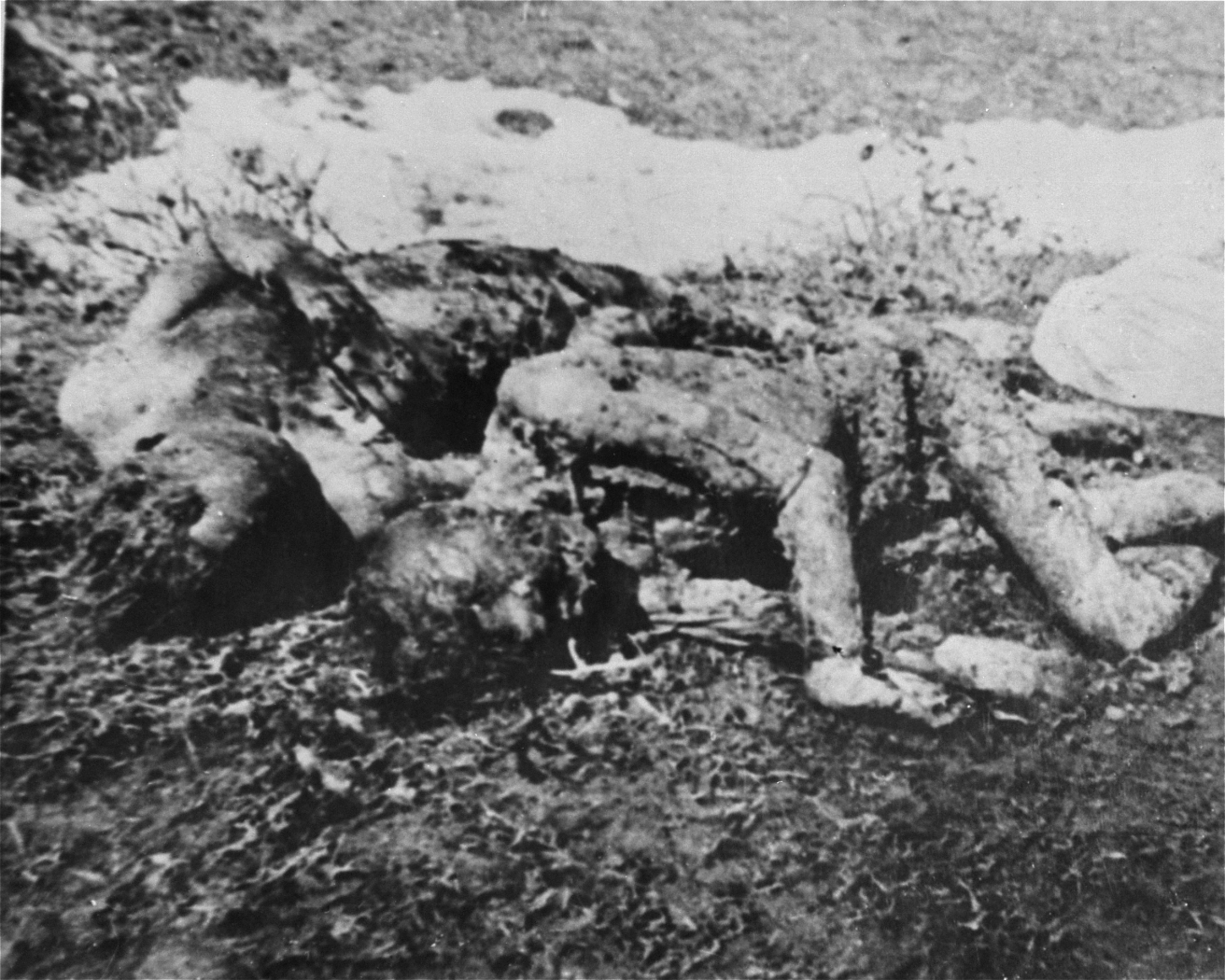
Lichamen van door de Ustaša geëxecuteerde gevangenen in Jasenovac

De slachtofferlijst van het "Jasenovac Memorial Area" bestaat voor ruim 56% uit Serviërs, 45.923 van het totaal van 80.914. In veel gemeenten van de NDH hingen waarschuwingsposters, dat als Serviërs zich niet tot het katholicisme bekeerden, ze naar een kamp zouden worden gedeporteerd. Het doden bereikte een hoogtepunt in de zomer van 1942, toen tienduizenden Servische dorpelingen naar Jasenovac werden gedeporteerd tijdens en na gevechten tegen de partizanen in het Kozara-gebied (in Bosanska Krajina). Ze werden zonder aanklacht opgepakt en vaak direct geëxecuteerd met machinegeweren. Naast gewone burgers waren eind 1941 ook drie Servisch-Orthodoxe bisschoppen en honderden priesters vermoord.

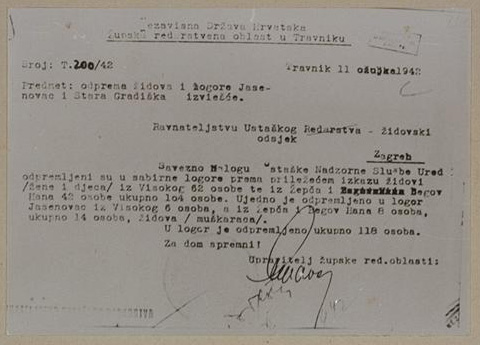
Rapport over de deportatie van Joden uit het gebied Travnik naar Jasenovac en Stara Gradiška, maart 1942

De tweede slachtoffergroep in grootte waren Joden, de schatting loopt uiteen van 8.000 tot rond 25.000. De totale Joodse bevolking in Kroatië bedroeg voor de oorlog 37.000.
De meeste executies van Joden in Jasenovac vonden plaats vóór augustus 1942. Daarna deporteerde de NDH hen naar Auschwitz. De Joden werden eerst vanuit alle delen van Kroatië in Zagreb verzameld, en vanuit Bosnië en Herzegovina in Sarajevo. Van daaruit kwamen ze naar Jasenovac. Kleinere aantallen kwamen daar ook rechtstreeks naartoe.
Zigeuners in Jasenovac bestonden zowel uit Roma en Sinti; ze kwamen uit verschillende gebieden in Bosnië, vooral de regio Kozara. Ze werden ondergebracht in afdeling III-C, waar voeding, water, onderdak en sanitair nog beneden de lage standaarden van de rest van het kamp lagen. De aantallen vermoorde zigeuners worden geschat op 20.000 tot 50.000. Een andere schatting noemt ongeveer 26.000 Roma-slachtoffers in Kroatië, van wie 8.000 tot 15.000 in Jasenovac. Hun vooroorlogse aantal in Bosnië en Kroatië is niet goed bekend door gebrekkige registratie van deze bevolkingsgroep.
Anti-fascistische gevangenen bestonden uit diverse politieke en ideologische tegenstanders van het Ustaša-regime. Hun behandeling was gelijk aan de anderen, al werden bekende communisten direct geëxecuteerd. Beschuldigde Ustaša- of politiemensen, of anderen die in opvattingen dicht bij de Ustaša stonden zoals Kroatische boeren, werden op gunstiger voorwaarden vastgehouden en kregen na enige tijd amnestie. De leider van de verboden Boerenpartij, Vladko Maček, zat van oktober 1941 tot maart 1942 in Jasenovac waarna hij huisarrest kreeg.
Uniek onder de fascistische staten tijdens WO-II was, dat Jasenovac een dependance-kamp speciaal voor kinderen kende in Sisak. Ongeveer 20.000 Servische, Joodse en Roma-kinderen kwamen daar om.

### Massamoorden en wreedheden
Volgens Jaša Almuli, voormalig voorzitter van de Servisch-Joodse gemeenschap, was Jasenovac een afschrikwekkender kamp dan de meeste Duitse. In de nazomer van 1942 werden tienduizenden etnische Serviërs uit de Kozara-regio in Bosnië opgepakt, waar de NDH tegen partizanen vocht. De meeste mannen werden in Jasenovac vermoord, de vrouwen gingen naar werkkampen in Duitsland. Kinderen werden vermoord of in katholieke weeshuizen ondergebracht. Honderden met buiktyfus besmette gevangenen zouden naar een ander kamp zijn overgebracht met het doel de ziekte verder te verspreiden.
Op de avond van 29 augustus 1942 deden bewakers een weddenschap wie de meeste gevangenen kon doden. Petar Brzica schepte op dat hij er 1360 de keel had doorgesneden.
Andere deelnemers die bekenden te hebben meegedaan waren Ante Zrinušić-Sipka, die er 600 doodde, en Mile Friganović, die een gedetailleerd verslag van het incident gaf. Hij gaf toe zelf rond de 1100 gevangenen te hebben gedood onder wie de bejaarde Vukasin Mandrapa; deze werd gedwongen Ante Pavelić te zegenen. Na iedere weigering werd hem eerst een oor, daarna de neus afgesneden, daarna de ogen uitgestoken. Dit incident werd gadegeslagen door dokter Nikolić. Er bestaan twijfels over de historiciteit van Vukasin.

#### Srbosjek

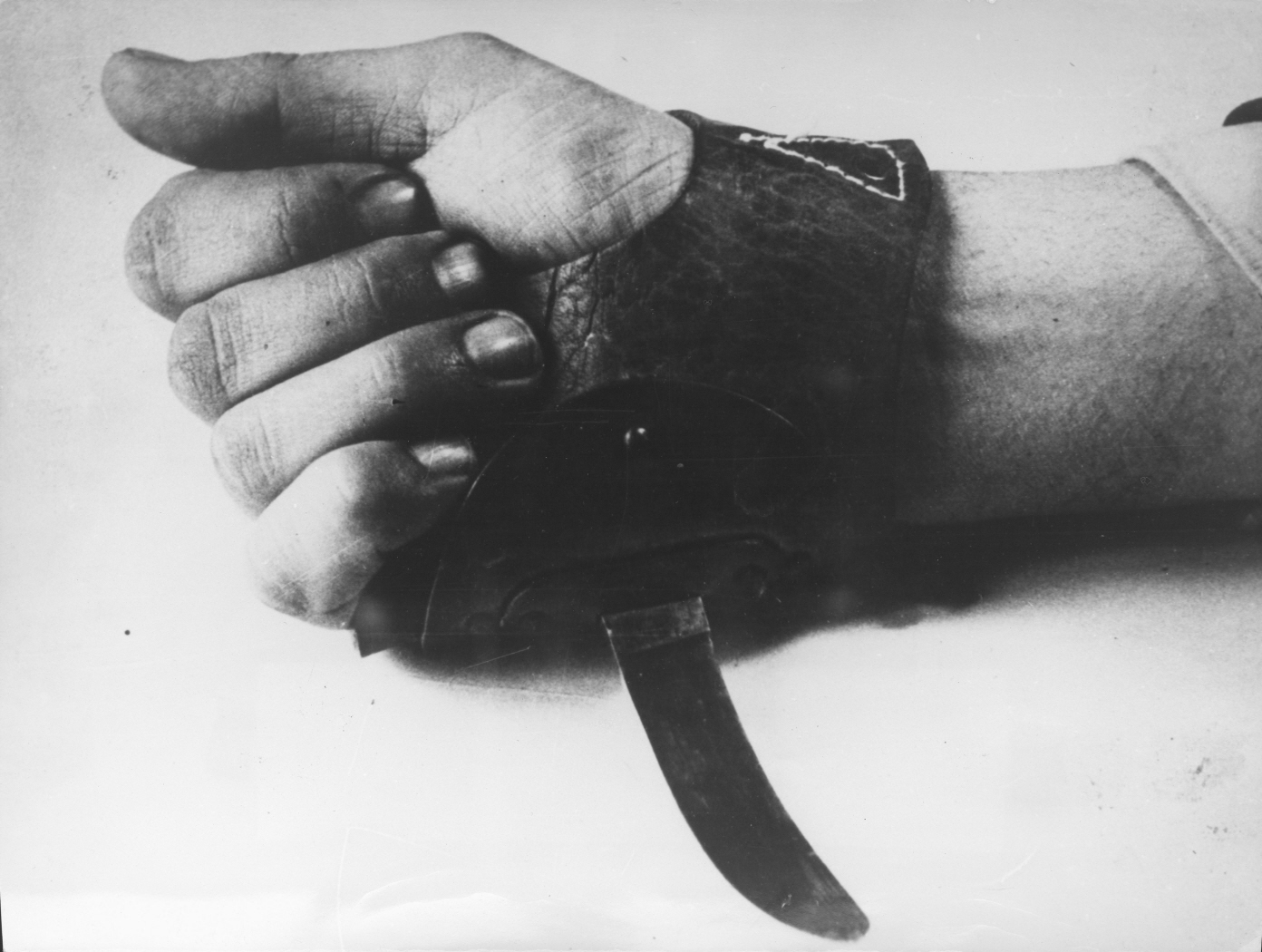
Mes voor agrarisch gebruik, aan de hand gebonden. De Ustaša-milities konden er snel gevangenen mee doden

De Ustaša doodde gevangenen onder andere met een mes, de "Srbosjek" ("Serb-cutter").
Het werd van origine gebruikt voor korenschoven. Producent was de Duitse Gebrüder Gräfrath in Solingen-Widdert. Het werd met lederen banden en een koperen plaat aan de hand gebonden om snel te kunnen werken (schoven opensnijden vóór het dorsen).

### Systematische verdelging van gevangenen
Sterke mannen die een internering van drie jaar of minder konden verwachten, moesten aan het werk. Alle anderen waren bestemd voor systematische uitroeiing.
Er werden verschillende methoden toegepast:
- Crematie: De Ustaša cremeerde gevangenen levend, soms gedrogeerd. Ook lijken werden verbrand. In eerste instantie werden hiervoor vanaf januari 1942 de ovens van een baksteenfabriek gebruikt. In Gradina, aan de overkant van de Sava, werden crematoria gebouwd. Een deel van de lijken werd begraven en later in de oorlog weer opgegraven.
- Vergassing en vergiftiging: De Ustaša probeerde giftig gas te gebruiken om gevangenen in Stara Gradiška om te brengen. Eerst gebeurde dit met behulp van een gaswagen, die ze gebruikten voor de vrouwen en kinderen die uit Djakovo waren gekomen. Later werden vaste gaskamers gebruikt met Zyklon B en zwaveldioxide.

Met de hand werden executies verricht door gebruik van messen, zagen, hamers e.d. Dit werd op diverse plaatsen toegepast:
- Granik: Dit was in kamp III een plek aan de Sava waar boten werden gelost. Vjekoslav Luburić bedacht een plan om de loskraan als galg te gebruiken, zodat de lichamen in de rivier konden worden gedumpt. In de herfst kwamen de NCO's van de Ustaša iedere avond, zo'n 20 dagen aaneen met namenlijsten van mensen die werden opgesloten in het magazijn, uitgekleed, vastgebonden, geslagen en naar Granik gebracht, waar ze met gewichten verzwaard en na een klap met een stomp voorwerp in de rivier werden gegooid. Later werden ze in paren aan elkaar gebonden en met opengesneden buik levend in de rivier gegooid.
- Gradina: De Ustaša gebruikte velden in de buurt van de dorpen Donja Gradina en Ustica, waar ze een stuk land met ijzerdraad omheinden. De Ustaša slachtte de gevangenen af met messen of sloeg hun schedels in met hamers. De Roma die in het kamp aankwamen werden hier geliquideerd. Voor het zover kwam werkten de mannen aan een dijk en de vrouwen in de graanvelden. Gradina en Ustica werden massagraven van de Roma. Sommigen van hen werden eerst gebruikt als grafdelvers. De verdelging op die plek nam zodanig toe dat het de belangrijkste killing-ground in Jasenovac werd. Ook in Ustica en Draksenic kwamen massagraven.[23]
- Mlaka en Jablanac: Werkplaatsen voor de vrouwen en kinderen uit de kampen III en V, maar ook plaatsen waar velen van hen werden geëxecuteerd op de oever van de Sava.

### Hulp van landgenoten
In juli 1942 lukte het Diana Budisavljević, met hulp van de Duitse officier Gustav von Kotzian, toestemming te krijgen om kinderen uit het Stara Gradiška-kamp te plaatsen. Met hulp van het ministerie van Sociale Zaken kon zij opvang regelen in onder andere Zagreb. Ze redde met een aantal helpers duizenden vooral Servische kinderen het leven.
Het Rode Kruis is verweten onvoldoende hulp te hebben geboden aan de nazi-slachtoffers. De plaatselijke vertegenwoordiger, Julius Schmidllin, werd benaderd door de Joodse gemeenschap, die financiële hulp zocht. De organisatie hielp met het vrij krijgen van Joden uit kampen en besprak met de Kroatische regering een bezoek aan Jasenovac. Dit werd uiteindelijk toegestaan in juli 1944. Het kamp werd voorbereid op de komst van de delegatie zodat niets belastends werd gevonden. Verzetsgroepen onder de bewoners werden geholpen door contacten onder de Ustaša. Een van de groepen, werkzaam in de leerlooierij, kreeg hulp van de Ustaša-dokter Marin Jurcev en zijn vrouw. De leerlooierij en een ziekenhuis voor de Ustaša waren gevestigd buiten de kampen, in het dorp. Dit bood mogelijkheden voor contacten tussen gevangenen en burgers. De dokter en zijn vrouw werden hiervoor later op bevel van Dinko Šakić opgehangen, zoals iedereen die schuldig werd bevonden aan collaboratie met gevangenen.

## Einde van het kamp
In april 1945, toen de partizanen het kamp naderden, probeerden de beheerders de gruwelen uit te wissen en getuigen uit de weg te ruimen door het dodenkamp op volle capaciteit te laten draaien. Op 22 april kwamen 600 gevangenen in opstand; 516 werden gedood en 84 ontsnapten. Die datum is de herdenkingsdag geworden van Jasenovac en alle slachtoffers van de Ustaša. Op 23 april werd Stara Gradiška bevrijd door Joegoslavische troepen, op 2 mei werd Jasenovac bevrijd. De Ustaša hadden kort ervoor het kamp verlaten na de overgebleven gevangenen te hebben gedood en de gebouwen in brand te hebben gestoken. De bevrijders zagen slechts ruïnes, as, rook en de skeletten van honderden slachtoffers. De maanden erna werd het terrein grondig vernield en opgeruimd door krijgsgevangenen. De vier meter hoge muur eromheen werd gesloopt.

## Aantal slachtoffers
Sinds de Tweede Wereldoorlog zijn door onderzoekers diverse schattingen gedaan van het aantal doden in Jasenovac, variërend van 30.000 tot 1,1 miljoen. De meeste tegenwoordige bronnen zitten rond de 100.000. Het bepalen van aantallen wordt bemoeilijkt doordat een deel van de kampadministraties, zo die werden bijgehouden, zijn vernietigd en onderzoekers jarenlang geen toegang kregen tot archieven. Ook is sprake van tegengestelde belangen van de erbij betrokken bevolkingsgroepen, de Kroaten en de Serviërs.
De Jewish Virtual Library stelt dat "de betrouwbaarste cijfers" het aantal Serviërs die door de Ustaša zijn gedood, op 330.000 tot 390.000 in totaal schatten. Daarvan zouden 45.000 tot 52.000 in Jasenovac zijn vermoord. Historicus Tomislav Dulić trekt het vaak genoemde getal van 700.000 voor Jasenovac in twijfel, maar stelt dat een aantal van 100.000 het toch een van de grootste kampen in Europa maakt.

### Tegenwoordige bronnen

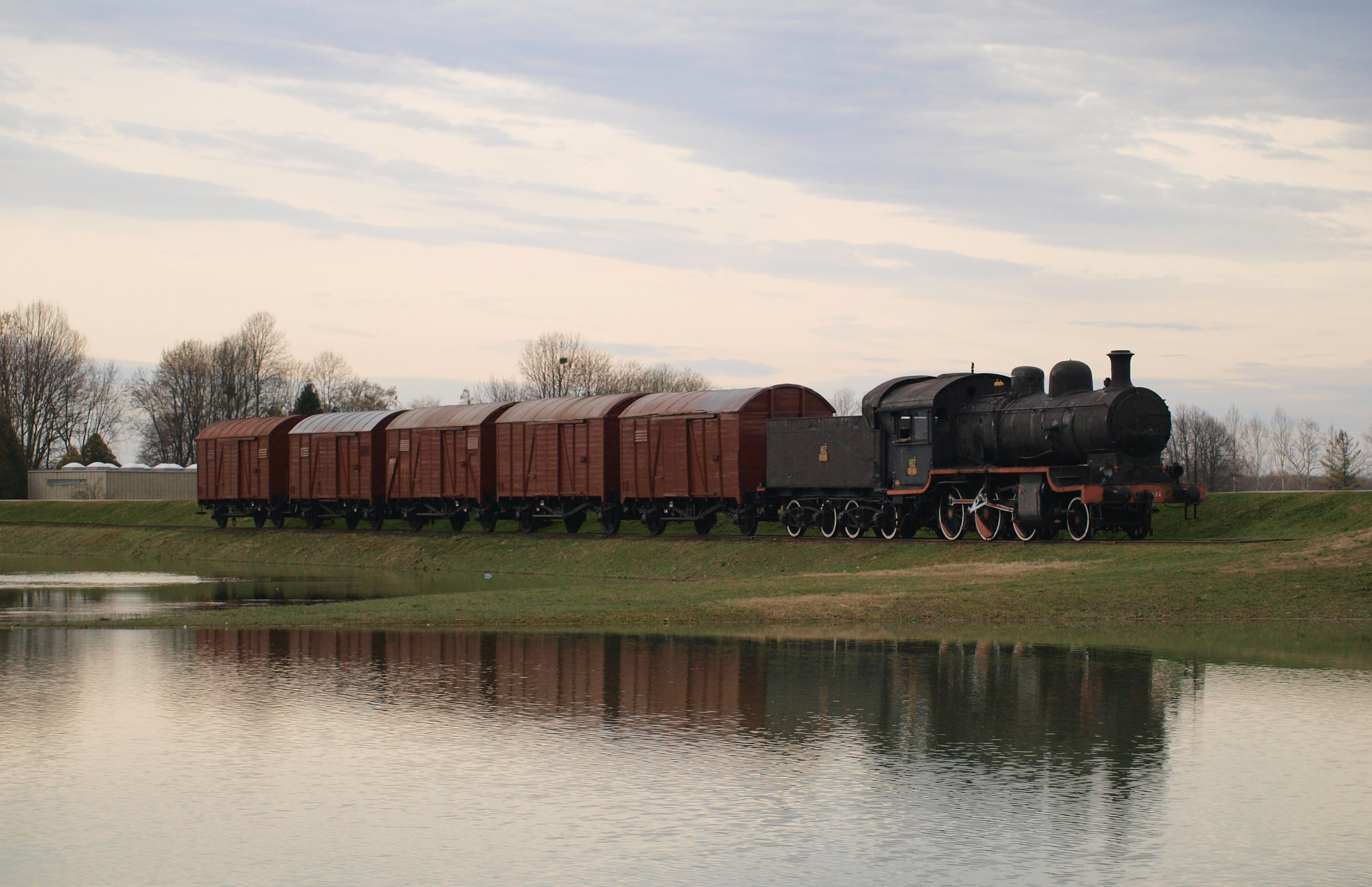
Trein waarmee gevangenen werden aangevoerd.

Documentatiemateriaal uit de tijd van het kamp is afkomstig van de betrokken partijen: Kroaten, Duitsers en Italianen aan de ene en partizanen en geallieerden aan de andere kant. Duitse generaals gaven rapporten over aantallen door aan Duitsland terwijl de oorlog voortging. Ze noemden verschillende aantallen Serviërs, Joden en anderen, die door de Ustaša waren gedood in de Onafhankelijke Staat Kroatië. Alexander Löhr noemde 400.000 Serviërs; Lothar Rendulic 350.000 en Edmund Glaise von Horstenau rond 300.000 (allen in 1943); Ernst Fick noemt een aantal van 600.000 tot 700.000 (tot maart 1944). Hermann Neubacher calculeert een totaal aantal slachtoffers van 750.000.

Italiaanse generaals en het Vaticaan meldden aantallen in dezelfde orde van grootte, bijvoorbeeld 350.000 etnische Serviërs per eind 1942 (Eugene Tisserant). De Ustaša gaf zelf grotere schattingen van het aantal door hen omgebrachte personen. Maks Luburić, hoofd van alle Kroatische kampen, zei:
Hier in Jasenovac hebben we er meer afgeslacht dan waar het Ottomaanse Rijk toe in staat was tijdens hun bezetting van Europa.

### Joegoslavische en Kroatische schattingen
Een rapport van de "Nationale Commissie van Kroatië voor onderzoek naar misdaden tijdens de oorlog" (15 november 1945), ingesteld door de regering van Joegoslavië onder Josip Broz Tito, gaf een indicatie van 500.000–600.000 doden in Jasenovac. Shelach schreef dat rond de 300.000 lichamen zijn gevonden en opgegraven.
In 1964 maakte het Joegoslavische Bureau voor de Statistiek een lijst met WO-II-slachtoffers met 597.323 namen; met een schatting van het aantal dat ontbrak op 20–30% geeft dat een totaal van 750.000 tot 780.000. Daarbovenop komt nog een schatting van 200.000 voor het aantal omgekomen collaborateurs. Het aantal dat voor Jasenovac wordt genoemd is 59.188, waarvan 33.944 Serviërs.
De tweede editie van de Vojna enciklopedija (1972) (Oorlogsencyclopedie) herhaalde de getallen van de Nationale Commissie: 600.000 in Jasenovac tot 1943. De Jasenovac Memorial Site, gesponsord door de Kroatische regering, claimt dat recent onderzoek een aantal slachtoffers van 80.000 tot 100.000 aangeeft.

### Forensisch onderzoek in de jaren 60
Op 16 november 1961 organiseerde een commissie van voormalige partizanen uit Bosanska Dubica een onderzoek rond Donja Gradina, geleid door plaatselijke bewoners die geen experts waren. Ze openden drie massagraven en op grond van het feit dat er nog 120 niet-onderzochte graven zijn, extrapoleerden ze het aantal slachtoffers naar 350.800. In reactie kwamen wetenschappers naar het gebied. Dr. Alojz Šercelj begon met voorbereidend graafwerk om de meest waarschijnlijke graflocaties te vinden. Tussen 22 en 27 juni 1964 groeven ze in Jasenovac lichamen op en pasten Vida Brodar, Anton Pogačnik en Srboljub Živanović van de universiteiten van Ljubljana en Novi Sad steekproeven toe. Ze onderzochten zeven massagraven met in totaal de resten van 284 mensen. Ze concludeerden dat het hele Jasenovac-complex 200 dergelijke graven zou kunnen hebben.
In 1989, vlak voor het uiteenvallen van Joegoslavië, publiceerde de Servische dokter en antropoloog Srboljub Živanović wat volgens hem de volledige resultaten van 1964 waren. Die waren volgens hem "achtergehouden door de regering van Tito uit naam van gelijkheid en broederschap om minder nadruk te leggen op de misdaden van de Kroatische Ustaša".
In november 1989 zei hij op televisie dat hun onderzoek resulteerde in een slachtoffertelling van meer dan 500.000, met een realistische schatting van 700.000–800.000 en dat in elk massagraf 800 skeletten lagen. Vida Brodar leverde als commentaar dat het onderzoek nooit in enige telling had geresulteerd, en dat deze aantallen manipulaties van Živanović waren; hij toonde daarbij een kopie van het onderzoeklogboek. De Kroatische historicus Željko Krušelj bekritiseerde Živanović publiekelijk en betichtte hem van fraude.
In een publicatie uit 2006 geeft Živanović als slachtofferaantal voor de gehele NDH 330.000 - 390.000 Serviërs, 32.000 Joden en 26.000 Roma.

### Schattingen door Holocaust-instituten
Het Yad Vashem Center stelt dat "meer dan 500.000 Serviërs werden vermoord (in de gehele Onafhankelijke Republiek Kroatië), 250.000 werden verbannen, en 200.000 werden gedwongen Katholiek te worden."

In de Encyclopedia of the Holocaust, schreven Menachem Shelach en Israel Gutman:
Ongeveer 600.000 mensen werden vermoord in Jasenovac, vooral Serviërs, Joden, zigeuners en politieke tegenstanders van de Ustaša-regering. Het aantal Joden lag tussen 20.000 en 25.000, meest vermoord tot augustus 1942. Daarna begon de deportatie van Kroatische joden naar Auschwitz.
Per 2009 gaf het United States Holocaust Memorial Museum een schatting dat de Ustaša tussen 66.000 en 99.000 mensen (vooral Serviërs) in Jasenovac vermoordde, en dat gedurende de Ustaša-periode een totaal van 330.000 tot 390.000 etnische Serviërs en meer dan 30.000 Kroatische Joden werden gedood, hetzij in Kroatië, hetzij in Auschwitz-Birkenau. Voor de oorlog woonden ongeveer 40.000 Joden op het grondgebied van de NDH. De schattingen van het aantal Joodse slachtoffers lopen minder ver uiteen dan van het aantal Servische of Roma.

### Statistische schattingen
In de jaren 80 zijn berekeningen gemaakt door de Servische statisticus Bogoljub Kočović, en de Kroatische econoom Vladimir Žerjavić. Zij claimden dat het totale aantal slachtoffers in Joegoslavië minder was dan 1,7 miljoen, de officiële schatting in die tijd. Beiden concludeerden dat het aantal rond de 1 miljoen zou liggen. Kočović schat dat van het totaal, tussen 370.000 en 410.000 Serviërs stierven in de Onafhankelijke Staat Kroatië. Žerjavić stelt het aantal slachtoffers in Kroatië op 300.000 tot 350.000 van wie 80.000 in Jasenovac en een vergelijkbaar aantal in andere kampen en gevangenissen in Kroatië.
Žerjavić publiceerde in die jaren twee boeken waarin hij voor Jasenovac het aantal van ongeveer 83.000 noemde, waarvan 50.000 Serviërs. Žerjavić's onderzoek werd bekritiseerd door Antun Miletić, directeur militare archiven, die in 1997 voor Jasenovac het aantal 1,1 miljoen noemde. In de Introductie van het rapport van de Onderzoekscommissie (1946) worden de calculaties van Živanović ook bestreden. Dr. Milan Bulajić, een Servisch onderzoeker en historicus, voormalig directeur van het Museum of the Victims of Genocide in Belgrado, blijft vasthouden aan een hoger aantal van 500.000 - 600.000; de Encyclopedie van het Lexicografisch Instituut van Zagreb (1958) noemt volgens hem dezelfde aantallen. Na zijn pensioen publiceerde een onderzoeker van het museum samen met een Kroatische co-auteur een boek over de oorlog; zij geven voor Jasenovac een aantal slachtoffers van ongeveer 100.000.

### Slachtofferlijsten
- Het "Jasenovac Memorial Area" beschikt over een namenlijst (tot maart 2013) bevattende 83.145 slachtoffers, van wie 47.627 Serviërs, 16.173 Roma, 13.116 Joden, 4.255 Kroaten, 1.128 Bosnische moslims en 266 Slovenen. Het totaal bestaat uit 20.101 kinderen (onder de 14) en 23.474 vrouwen.[16] De lijst is aan bijwerking onderhevig, in 2007 stonden er 69.842 namen op.
- Antun Miletić, een onderzoeker bij de militaire archieven in Belgrado, heeft sinds 1979 gegevens over Jasenovac verzameld. Zijn lijst bevat de namen van 77.200 mensen, van wie 41.936 Serviërs.
- In 1997 stelde het Museum van Genocideslachtoffers in Belgrado 10.521 Joodse slachtoffers vast, met de volledige namen.
- In 1998 publiceerde het Bosnisch Instituut de "uiteindelijke" lijst slachtoffers van het kamp Jasenovac (opgesteld in 1992). Deze lijst bevatte de namen van 49.602 mensen, van wie 26.170 Serviërs, 8.121 Joden, 5.900 Kroaten, 1.471 Roma, 787 Bosnische moslims, 6.792 niet vast te stellen identiteit en nog een aantal "overigen".

## Kampbeheerders en hun lot
- Eugen Dido Kvaternik, hoofd van de binnenlandse veiligheisdienst van de NDH. Hij was hoofd van alle kampen op het grondgebied van de NDH tot 1943. Na de oorlog emigreerde hij naar Argentinië, waar hij in 1962 omkwam bij een verkeersongeluk.
- Andrija Artuković was ontwerper en ondertekenaar van de meeste decreten als gevolg waarvan genocide en terreur werden uitgevoerd tegen de bevolking van Kroatië, op grond van ras, geloof, ideologie of nationaliteit. Van oktober 1942 tot april 1943 was hij minister van Religie en Onderwijs. Na de oorlog vluchtte hij via Ierland naar de Verenigde Staten waar vertegenwoordigers van de Katholieke Kerk de overheid ervan overtuigden dat hij was gevlucht voor de communisten. Pas na een wetswijziging kon hij in 1986 worden uitgewezen naar Joegoslavië. Hij werd veroordeeld tot de doodstraf wegens oorlogsmisdaden. Wegens zijn leeftijd en gezondheid werd de straf niet voltrokken, hij stierf in 1988.
- Miroslav Filipović-Majstorović, een Ustaša berucht om zijn periode als commandant in Jasenovac en Stara-Gradiška, tevens franciscaner priester, bijgenaamd Broeder Satan. Werd gevangengenomen door Joegoslavische communistische troepen. Werd berecht en geëxecuteerd in 1946; toen hij werd opgehangen droeg hij zijn priestergewaad.
- Vjekoslav Luburić was commandant van de Ustaška Odbrana (verdediging), daarmee verantwoordelijk gehouden voor alle misdaden onder zijn gezag in Jasenovac begaan, dat hij 2 tot 3 keer per maand bezocht. Vluchtte naar Spanje waar hij in 1969 bij een aanslag omkwam.
- Dinko Šakić vluchtte naar Argentinië, werd na uitlevering in 1999 berecht en veroordeeld tot 20 jaar celstraf door Kroatië. Hij stierf in 2008 in de gevangenis. Zijn vrouw Nada, die ook bewaker was, was een halfzuster van Luburić. Argentinië wilde haar niet uitleveren, ze werd nooit berecht.
- Petar Brzica was een Ustaša-officier die in de nacht van 29 augustus 1942 naar werd beweerd meer dan 1.360 mensen doodde. Zijn maten deden mee aan de competitie kelen doorsnijden. Over zijn leven na de oorlog is niets bekend.
- Ljubo Miloš, tweede commandant van Jasenovac en voormalig commandant van de Lepoglava-gevangenis, werd geëxecuteerd door partizanen.
- Ivica Matković, prominent Ustaša-lid, geëxecuteerd door partizanen.

## Bekende overlevenden
- Egon Berger, Jood, auteur van 44 maanden in Jasenovac.
- Ante Ciliga, Kroatisch politicus en schrijver.[37] Ciliga was voormalig communist die fervent nationalist werd; hij werd na relatief korte tijd vrijgelaten.
- Natko Devčić, componist, Kroaat.[38]
- Grgo Gamulin, kunsthistoricus, universitair professor en schrijver, Kroaat.
- Vladko Maček, Kroatisch politicus, voorzitter van de Kroatische Boerenpartij.

Bekende personen van wie familieleden omkwamen in Jasenovac:
- Dragoslav Bokan, Servische filmregisseur en schrijver; verloor zijn grootvader en overgrootvader van moederskant.
- Zdravko Dimić (1926/1993), Servische JNA/generaal, verloor een tante en drie ooms.
- Bakir Izetbegović, Bosnisch politicus, verloor een oom van moederskant.
- Mak Dizdar, Bosnisch dichter, verloor moeder en zus Refika.
- Asim Ferhatović, Joegoslavisch voetballer, verloor broer Mehmed.

## Gedenkplaats

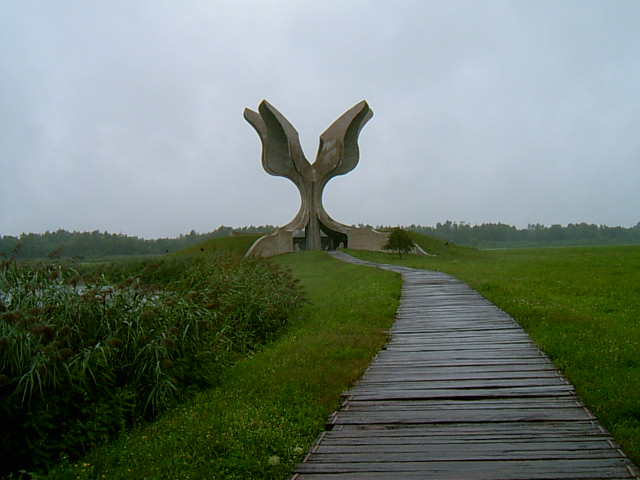
Monument ontworpen door Bogdan Bogdanović (architect)

Nadat Franjo Tuđman in 1990 werd gekozen tot president van Kroatië, kwamen revisionistische standpunten over de geschiedenis van het kamp op de voorgrond. De status van de gedenkplaats werd verlaagd naar die van een natuurpark en er werd gesnoeid in de fondsen. Na de onafhankelijkheid van Kroatië in 1991 bevond het terrein zich in twee verschillende landen. Het grootste deel ligt in Kroatië maar Donja Gradina ligt in Bosnië, toen nog deel van Joegoslavië.
Simo Brdar, assistent-directeur van de Jasenovac Memorial Site, betwijfelde of de Kroatische autoriteiten genegen waren om de voorwerpen en het documentatiemateriaal van het kamp te behouden. In augustus 1991 bracht hij een deel ervan over naar Bosnië. In de Kroatische Onafhankelijkheidsoorlog vernielden en plunderden Kroatische troepen het gedenkterrein en museum. Na een maand werden ze verdreven door het Joegoslavisch Volksleger. Brdar verzamelde wat nog over was en hield het achter tot 1999 toen het een plaats kreeg in de archieven van de Republiek Srpska.
Eind 2000 werd de collectie overgebracht naar het United States Holocaust Memorial Museum, na overeenstemming met de regering van Srpska. Een jaar later bracht het USHMM de collectie weer over naar Kroatië, naar de Jasenovac-gedenkplaats.
Het Jasenovac-herdenkingsmuseum heropende in november 2006 met een nieuwe tentoonstelling, ontworpen door de Kroatische architecte Helena Paver Njirić. Boven de expositieruimte bevinden zich glazen panelen met de namen van slachtoffers. Njirić won de eerste prijs van de 2006 Zagreb Architectural Salon.
De nieuwe tentoonstelling werd echter "nieuwerwetse rommel" genoemd door Efraim Zuroff, en bekritiseerd wegens het weglaten van alle moordwerktuigen van de Ustaša. Ook een uitleg op panelen van de ideologie die leidde tot de misdaden ontbrak.
Op 17 april 2011, tijdens een herdenkingsceremonie, waarschuwde de voormalig president van Kroatië Ivo Josipović dat er "pogingen waren om het aantal slachtoffers van Jasenovac drastisch te reduceren". Bij dezelfde gelegenheid zei de premier Jadranka Kosor, "er is geen excuus voor de misdaden en daarom verwerpt de Kroatische regering iedere poging de geschiedenis te herschrijven en de fascistische ideologie en extremisme te rehabiliteren ... Pavelić's regime was een regime van slechtheid, haat en intolerantie".